# Jim Rattigan
Jim Rattigan (* 1960) ist ein britischer Hornist, der seit 1990 vor allem im Modern Jazz Karriere machte und dort auch als Arrangeur und Komponist hervorgetreten ist.

## Leben und Wirken
Rattigan wuchs in einer Familie auf, in der viel musiziert und getanzt wurde. Er erlernte zunächst das Tastenakkordeon (und wurde für sein Spiel national ausgezeichnet), dann mit 16 Jahren im Schulorchester Trompete sowie Kornett, um später zum Horn zu wechseln. Er studierte am Trinity College of Music und an der Royal Academy of Music. Im Anschluss war er zehn Jahre lang Mitglied im Royal Philharmonic Orchestra, mit dem bis Mitte der 1990er Jahre Aufnahmen entstanden. Nebenher spielte er privat ein wenig Jazz-Piano.
Rattigan arbeitete ab den frühen 1990er-Jahren in den Ensembles und Orchestern von Mike Gibbs, Hans Koller, Michael Brecker, McCoy Tyner Big Band, Django Bates’ Delightful Precipice, Kenny Wheeler, Brad Mehldau/Britten Sinfonia, Guy Barker Big Band, im Simon Purcell Octet und 2009 im Liberation Music Orchestra von Charlie Haden. Er tourte auch mit dem Julian Argüelles Ensemble, Mark Lockhearts Scratch Band und der London Sinfonietta. Er spielte außerdem bei London Horn Sound und in The Ultramarine Big Band. Rattigan betätigte sich zudem als Musiker für eine Reihe von Film-Soundtracks, wie Asterix und die Wikinger, Das Bourne Ultimatum und Blood Diamond (2006).
Unter eigenem Namen legte Rattigan mehrere Alben vor, beginnend mit Unfamiliar Guise (Black Box, 2000, mit Amy Gamlen, Hans Koller, Dave Whitford, Stuart Laurence). 2004 folgte Jazz French Horn, 2014 mit dem klassischen Geiger Thomas Gould und Liam Noble das Trioalbum Triplicity. Zudem schrieb er Musik für ein zwölfköpfiges Ensemble namens Pavillon, mit dem er bisher zwei Alben veröffentlichte, zuletzt 2019 das bereits 2010 eingespielte Album The Freedom of Movement. Im Bereich des Jazz war er laut Tom Lord zwischen 1993 und 2019 an 23 Aufnahmesessions beteiligt, u. a. auch mit June Tabor, Mark Lockheart und Pete Hurt.
Zu Rattigans ersten großformatigem Album Strong Tea schrieb Roger Farbey in All About Jazz, es sei eine gewisse Ähnlichkeit mit den Produktionen des Bigband-Leaders Mike Westbrook festzustellen, da auch Westbrook immer auf der Verwendung einer breiten und farbenfrohen Palette von Orchestertexturen beruhte, aber besonders auf die Blechbläser fokussiert.
Dave Gelly schrieb im Guardian, Rattigan sei aber auch ein Komponist mit einem klugen Ansatz, wenn es darum gehe, die Klänge verschiedener Instrumente zu kombinieren. Die unverwechselbare Stimme seines Horns werde bald bekannt, wenn es zwischen Saxophonen und Trompeten webe und sich mit den Solisten abwechsle.

## Diskographische Hinweise
- Jazz French Horn (33 Records 2004, mit Hans Koller, Dave Whitford, Gene Calderazzo)
- Gene Calderazzo / Phil Donkin / Jim Rattigan / Phil Robson: Shuzzed (Pavillon Records 2012)
- Jim Rattigan’s Pavillon: Strong Tea  (Pavillon Records 2016), mit Martin Speake, Andy Panayi, Mick Foster, Percy Pursglove, Steve Fishwick, Robbie Robson, Jeremy Price, Sarah Williams, Hans Koller, Dave Whitford, Gene Calderazzo
- Jim Rattigan’s Pavillon: The Freedom of Movement (Three World Records 2019), mit Martin Speake, Andy Panayi, Mick Foster, Percy Pursglove, Steve Fishwick, Robbie Robson, Mark Nightingale, Sarah Williams, Hans Koller, Dave Whitford, Martin France[6]
- When (Three Worlds Records, 2020), mit Nikki Iles, Michael Janisch, James Maddren[7]
- Duos (2023), mit Ivo Neame, Hans Koller, Nick Costley-White